# Saint-Pierre-du-Bosguérard
Saint-Pierre-du-Bosguérard ist eine französische Gemeinde mit 962 Einwohnern (Stand: 1. Januar 2022) im Département Eure in der Region Normandie. Sie gehört zum Arrondissement Bernay und zum Kanton Grand Bourgtheroulde.

## Geografie
Saint-Pierre-du-Bosguérard liegt in Nordfrankreich, etwa 20 Kilometer südsüdwestlich von Rouen. Umgeben wird Saint-Pierre-du-Bosguérard von den Nachbargemeinden Bourgtheroulde-Infreville im Norden, Bosnormand und Le Thuit-Simer im Norden und Nordosten, Le Thuit-Signol im Nordosten und Osten, Saint-Amand-des-Hautes-Terres im Südosten, Tourville-la-Campagne im Südosten und Süden, La Haye-du-Theil im Süden sowie Bosguérard-de-Marcouville im Südwesten.

## Bevölkerungsentwicklung
| Jahr                       | 1962 | 1968 | 1975 | 1982 | 1990 | 1999 | 2006 | 2019 |
| Einwohner                  | 174  | 183  | 244  | 631  | 692  | 844  | 1009 | 1012 |
| Quellen: Cassini und INSEE |      |      |      |      |      |      |      |      |

## Sehenswürdigkeiten
- Schloss Mésangère
- Kirche aus dem 15. Jahrhundert
- Calvaire aus dem 15. Jahrhundert

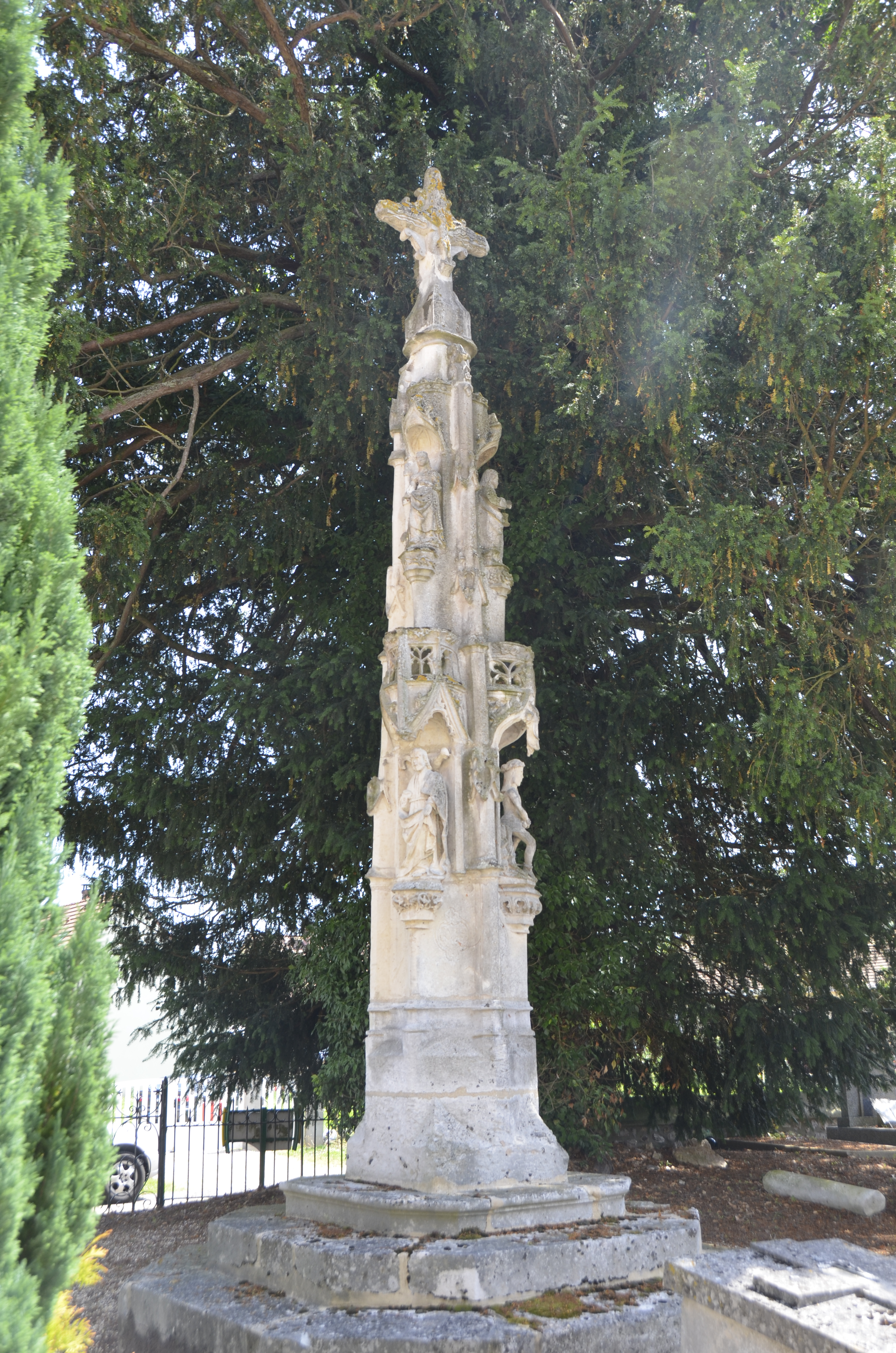
Steinkreuz
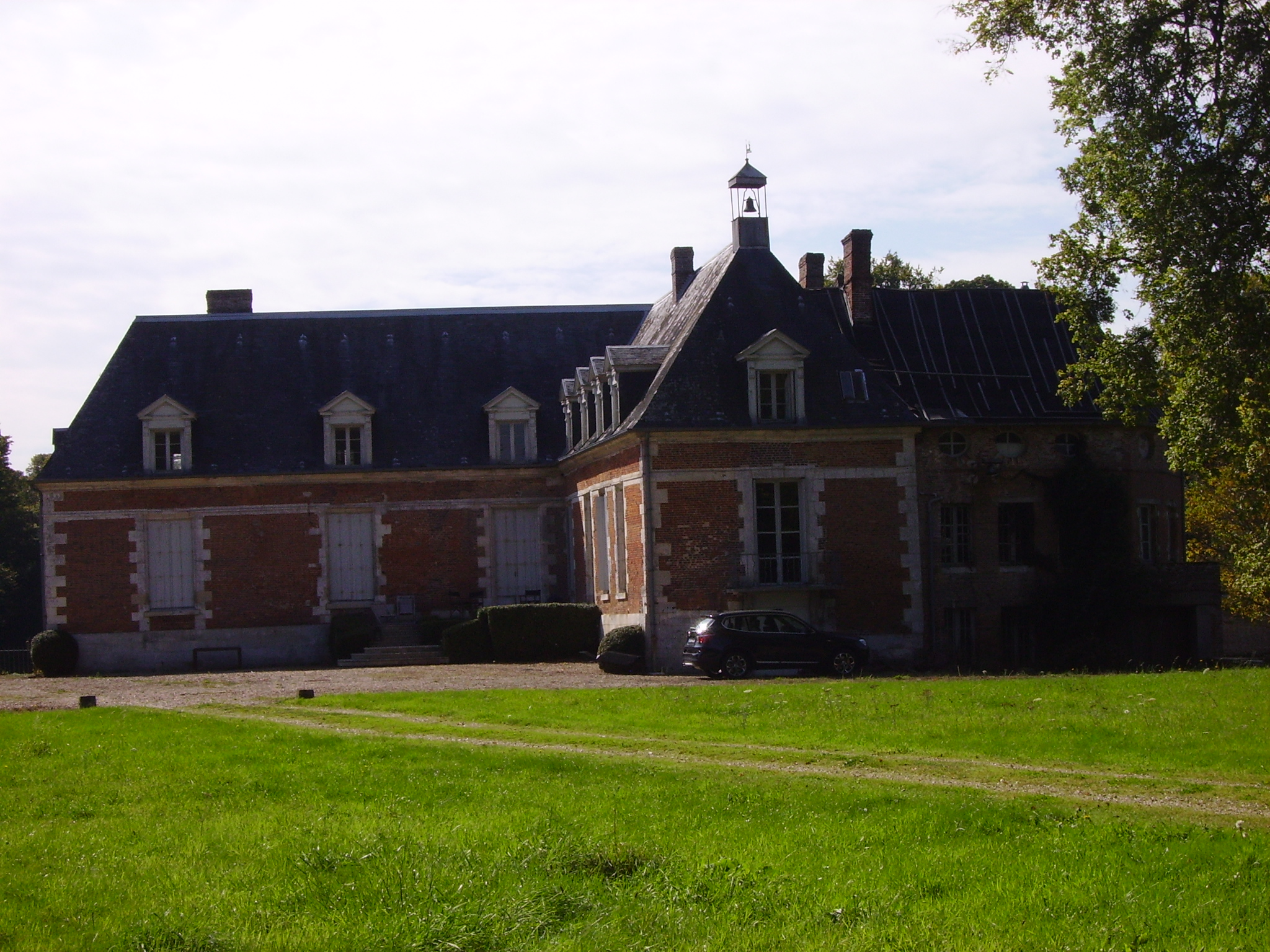
Schloss Mésangère